# 帕维乌·帕夫利科夫斯基
帕威·亞歷山大·帕利科斯基（波蘭語：Paweł Aleksander Pawlikowski，波蘭語發音：[ˈpavɛw alɛˈksandɛr pavliˈkɔfskʲi]；1957年9月15日—）是波蘭導演。

## 生平
帕威·帕利科斯基出生於波蘭華沙，雙親是波蘭知識分子。帕威·帕利科斯基在14歲離開波蘭，在德國和意大利生活，之後定居於英國。
2013年他执导的首部波蘭語电影《依达的抉择》赢得欧洲电影奖最佳影片、最佳导演，第68届英国电影学院奖最佳外语片，第87届奥斯卡金像奖最佳外语片以及多个美国影评人协会最佳外语片奖。
2018年劇情長片新作《沒有煙硝的愛情》，以親生父母的愛情故事作為靈感發想，娓娓道來一段在冷戰時期顛沛流離的藝術家愛情，榮獲第71屆坎城影展最佳導演獎、橫掃歐洲電影獎最佳影片、最佳導演、最佳女主角、最佳編劇、最佳剪輯五項大獎，並以非英語電影之姿一舉入圍了第91届奥斯卡金像奖最佳導演、最佳攝影、最佳外語片三項大獎，創下波蘭電影記錄。成為繼奇士勞斯基、羅曼·波蘭斯基之後，第三位角逐奧斯卡最佳導演的波蘭裔導演。

## 作品
- 2000：《單親相愛的日子（英语：Last Resort (2000 film)）》（Last Resort）
- 2004：《夏日午後的初纏愛戀》（My Summer of Love）[2]
- 2011：《第五區的女人》（The Woman in the Fifth）
- 2013：《修女伊德》（Ida）
- 2018：《沒有煙硝的愛情》（Cold War）

## 外部連結
- 帕维乌·帕夫利科夫斯基在互联网电影资料库（IMDb）上的資料（英文）
- 帕维乌·帕夫利科夫斯基在豆瓣上的资料（简体中文）
- BBC Interview 2004 （页面存档备份，存于）
- Pawel Pawlikowski's website
- Paweł Pawlikowski （页面存档备份，存于） at Culture.pl
- Interview with Terry Gross （页面存档备份，存于） on NPR's Fresh Air, 12 February 2015
- Paweł Pawlikowski and his TV movie documentaries From Moscow to Pietushki, Dostoevsky’s Travels, Serbian Epics and Tripping with Zhirinovski on vimeo （页面存档备份，存于）